# Фомин, Сергей Васильевич
Серге́й Васи́льевич Фоми́н (9 декабря 1917, Москва — 17 августа 1975, Владивосток) — советский математик и педагог.

## Биография
Поступил в Московский государственный университет (МГУ) в возрасте 16 лет.
Первая научная работа была по абстрактной алгебре. В возрасте 19 лет получил некоторые новые результаты в теории бесконечных абелевых групп, которые были опубликованы в его первой статье.
В 1939 окончил МГУ и начал работать в МГУ под руководством А. Н. Колмогорова. Нашёл более простое доказательство необходимых и достаточных условий компактности для хаусдорфовых пространств, что явилось предметом его второй статьи.
Защитил кандидатскую диссертацию в Математическом институте им. В. А. Стеклова (1942). После окончания войны С. В. Фомин вернулся в МГУ, где защитил докторскую диссертацию в 1951 году, в 1953 году стал профессором.
В 1964 году стал профессором кафедры теории функций и функционального анализа, а в 1966 году — профессором на кафедре общих проблем управления (фактическим организатором и руководителем которой он выступал) мехмата МГУ.
Скоропостижно скончался. Похоронен на Армянском кладбище в Москве.

## Научная деятельность
Основные работы С. В. Фомина посвящены топологии, динамическим системам в функциональных пространствах, применению теории бесконечномерных представлений групп Ли к теории динамических систем.
С 1959 года начал заниматься математической биологией (в том числе моделями нейронов, рецепторами зрительной системы, вопросами искусственного интеллекта и роботами). В 1973 году опубликовал в соавторстве с М. Б. Беркинблитом книгу «Математические проблемы в биологии», в которой отражены результаты их работы в этой области.
Фомин известен также как талантливый педагог — его совместная с Колмогоровым книга «Элементы теории функций и функционального анализа» стала классической.

### Публикации
- Будак Б. М., Фомин С. В. Кратные интегралы и ряды. — М.: Наука, 1967.
- Колмогоров А. Н., Фомин С. В. Элементы теории функций и функционального анализа — М.: Наука, 2004 (7-е изд.).
- Корнфельд И. П., Синай Я. Г., Фомин С. В. Эргодическая теория — М.: Наука, 1980.
- Алексеев В. М., Тихомиров В. М., Фомин С. В. Оптимальное управление. Учебник для вузов. — М.: Наука, 1979. Изд. 2-е, перераб. и доп. — М.: Физматлит, 2005, Изд. 3-е, М.: Физматлит, 2007
- Фомин С. В., Беркинблит М. Б. Математические проблемы в биологии. — М.: Наука, 1973.
- Фомин С. В. Системы счисления. — М.: Наука, 1987. — 48 с. — (Популярные лекции по математике). (альтернативная ссылка)
- Гельфанд И. М., Фомин С. В. Вариационное исчисление. — Москва: Гос. Изд. Физ.-Мат. Лит, 1961. — 228 с.